# Репе
Репе́ (фр. Repaix) — коммуна во французском департаменте Мёрт и Мозель региона Лотарингия. Относится к  кантону Бламон.	

## География

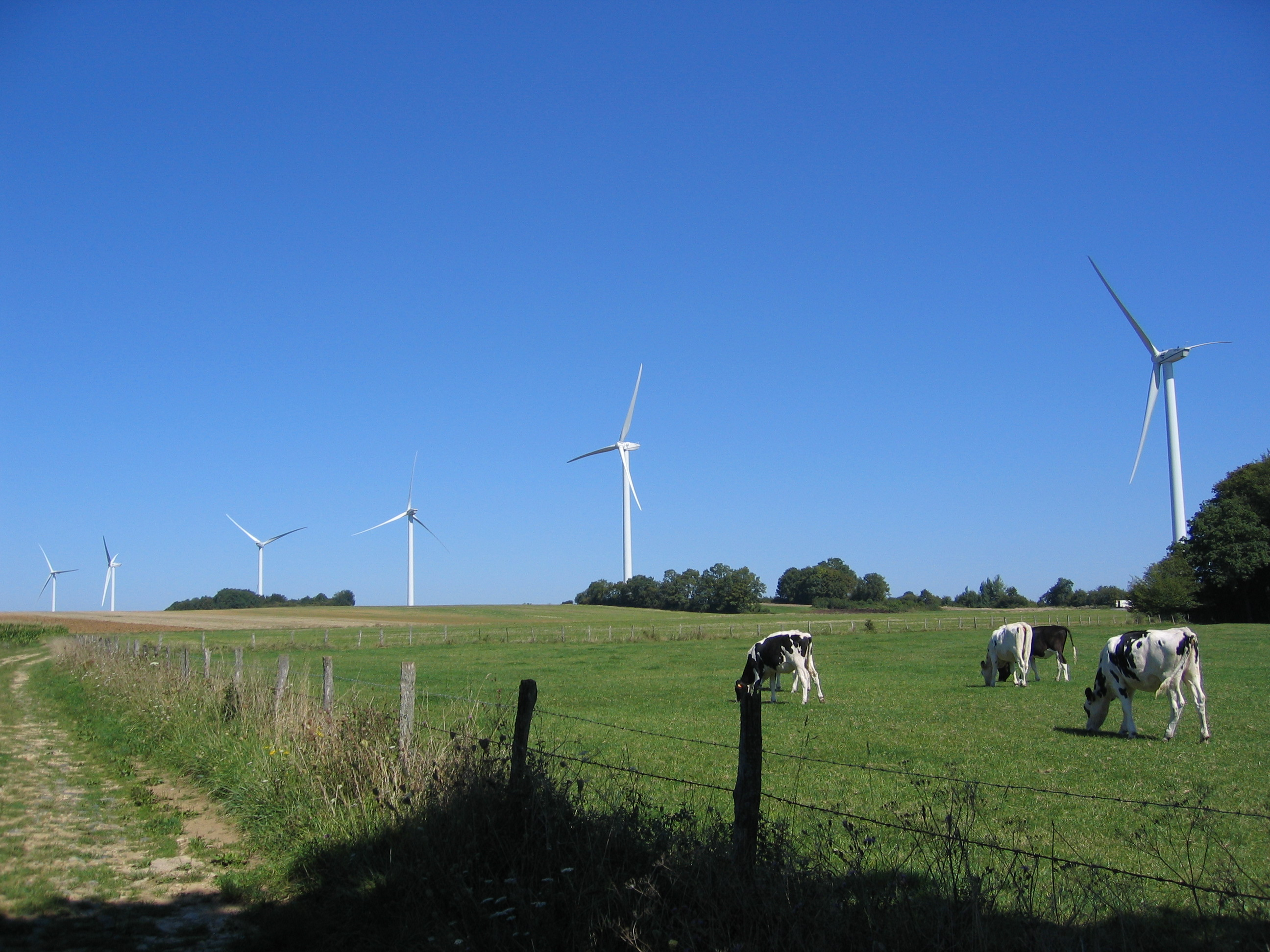
Ветряки у Репе.

Репе расположен в 50 км к востоку от Нанси. Коммуну пересекает Эрбезе, приток Везузы. Соседние коммуны: Инье на севере, Гонье на востоке, Бламон на юге, Верденаль и Шазель-сюр-Альб на юго-западе, Отрепьер и Гондрексон на западе, Амнонкур на северо-западе.

## История
- В XVII веке в результате поголовных эпидемий, разоривших Лотарингию, деревня Репе практически полностью вымерла так же, как и соседние Барба, Отрепьер, Блемре и Фремонвиль.

## Демография
Население коммуны на 2010 год составляло 81 человек.
| 1962 | 1968 | 1975 | 1982 | 1990 | 1999 | 2010 |
| ---- | ---- | ---- | ---- | ---- | ---- | ---- |
| 115  | 111  | 83   | 93   | 95   | 84   | 81   |